# スポーツ障害
スポーツ障害（スポーツしょうがい）は、スポーツ（運動）で起こる痛みを主訴とする損傷である。使い過ぎ症候群（つかいすぎしょうこうぐん）、オーバーユース症候群（オーバーユースしょうこうぐん）ともいう。

## 概要
スポーツ障害とは、同一動作の繰り返しにより生じる痛みを主訴とする損傷のことであり、Over Use（オーバーユース：使いすぎ）がその原因である。主なスポーツ障害については、当該項目を参照のこと。
児童生徒の運動に関連した現代的健康課題として、運動不足に伴う肥満などの生活習慣病と運動過多に伴う四肢および脊柱のスポーツ傷害が指摘されている。子どもの治癒能力は旺盛で、障害が発生しても初期に適切な対応が行われると完全に回復するが、発見が遅れたり不適切な対応が行われると完全な修復は難しく、後遺障害を残し、時に日常生活に支障をきたす場合もある。このため、子どものスポーツ障害では早期発見・早期治療が最も重要だが、明らかな症状を有する場合にはすでに病状が進行していることが多い。
学童期では、関節あるいは筋・腱が付着している部分の軟骨や骨の障害が生じやすいのが特徴で、骨端症、離断性骨軟骨炎、疲労骨折などが多く見られる。また、急性の内科的スポーツ障害として、突然死、熱中症、過換気症候群、運動誘発性喘息、食物依存性運動誘発性アナフィラキシーなどが挙げられ、慢性の内科的スポーツ障害としては、オーバートレーニング症候群、スポー ツ貧血、月経異常、不整脈などが挙げられる。
中高年スポーツ障害の共通要因としては、ウォーミングアップ不足、筋力の低下、柔軟性の低下、骨・関節・筋肉・腱の加齢的な変化、肥満やアライメント不良が挙げられる。
なお、スポーツでの転倒などによる突発的な外傷（怪我）は、スポーツ外傷（スポーツがいしょう）と呼ばれ、スポーツ障害とは区別される。スポーツ外傷には骨折、脱臼、捻挫、打撲、肉離れ、脳震盪などがある。日常生活で起こる外傷（怪我）と同じようなものが多い。